# مومین‌ها

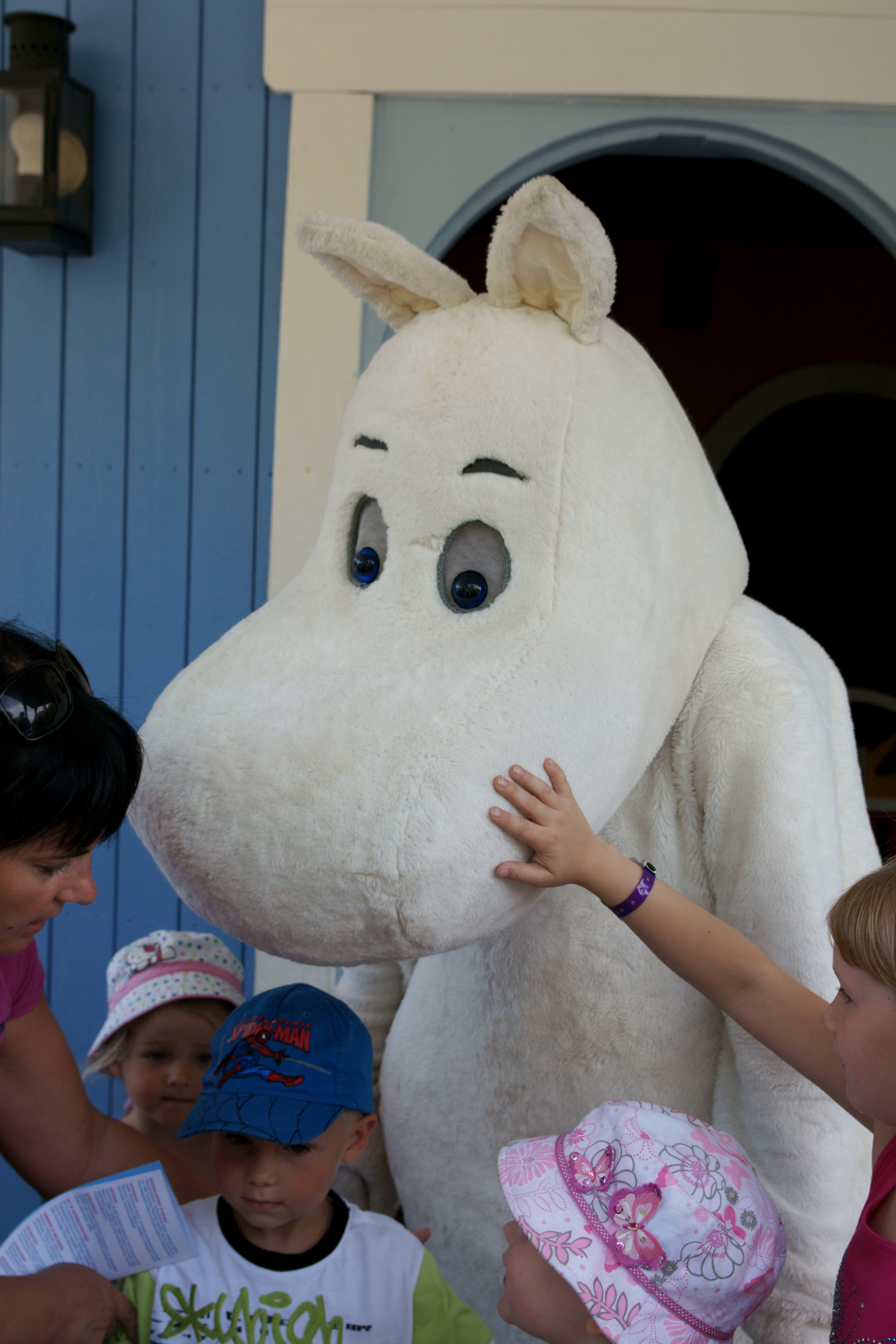
عروسکی با مضمون مومین ها

مومین‌ها (سوئدی: Mumintroll) شخصیت‌های اصلی مجموعه ای از کتاب‌ها و کمیک استریپ توسط تووه یانسون، تصویرگر فنلاندی سوئدی زبان هستند که در ابتدا توسط کمپانی «Schildts» به فنلاندی و سوئدی منتشر شد. مومین‌ها خانواده ای از شخصیت‌های سفید و گرد افسانه ای با پوزه‌های بزرگ هستند که باعث می‌شود آنها شبیه اسب آبی باشند. با این وجود، علی‌رغم این شباهت به اسب‌های آبی، خانواده مومین ترول هستند. این خانواده در خانه خود در دره‌ی مومین زندگی می‌کنند، اگرچه در گذشته، محل اقامت موقت آن‌ها شامل یک فانوس دریایی و یک تئاتر بود. آنها در کنار دوستان مختلف خود ماجراهای زیادی داشته‌اند.
در مجموع، نه کتاب در این مجموعه منتشر شد، به همراه پنج کتاب تصویری و یک کمیک استریپ بین سال‌های ۱۹۴۵ و ۱۹۹۳ منتشر شد.
مومین‌ها از آن زمان پایه بسیاری از مجموعه‌های تلویزیونی، فیلم‌ها و حتی یک پارک موضوعی به نام دنیای مومین در نانتالی فنلاند بوده‌اند.

## شخصیت‌ها
- مومین‌ترول، همچنین در برخی از ترجمه‌های انگلیسی به آن «Moomin» گفته می‌شود: شخصیت اصلی، پسر کوچک خانواده، هر چیزی که می‌بیند یا پیدا می‌کند، هیجان زده می‌شود، همیشه سعی می‌کند خوب باشد، اما گاهی اوقات هنگام انجام کار دچار مشکل می‌شود. او بسیار شجاع است و همیشه راهی برای خوشحال کردن دوستانش پیدا می‌کند.
- بابامومین: پدر خانواده، او در سال‌های جوانی یتیم بود، او تا حدی روح ناآرامی دارد و در جوانی پرورشگاه را ترک کرد اما اکنون در دره مومین زندگی می‌کند و مصمم است که پدری مسئول برای خانواده‌اش باشد.
- مامان‌مومین: مادری آرام که مراقب است خانه مومین مکانی امن باشد. او می‌خواهد همه خوش‌حال باشند، از همه چیز قدردانی می‌کند، اما وقتی به کسی ظلم می‌شود همه چیز را حل می‌کند. او همیشه در کیف دستی خود غذای خوب و هر چیز دیگری را که ممکن است در سفر در لازم باشد، به همراه می‌آورد.
- مای کوچولو: دختر بچه بسیار شیطونی است که در خانه مومین زندگی می‌کند و دارای شخصیتی شجاع و بدجنس است. او ماجراجویی را دوست دارد، اما فاجعه‌ هم به بار می‌آورد و اصولاً این کار را عمداً انجام می‌دهد. او آشفتگی و بی‌نظمی را هیجان انگیز می‌داند و وقتی دیگران نیستند بسیار سر به زیر است.
- اسنیف: موجودی که در خانه مومین زندگی می‌کند. او دوست دارد در همه چیز شرکت کند، اما از انجام هر کار خطرناکی می‌ترسد. اسنیف قدر همه چیزهای با ارزش را می‌داند و برنامه‌های زیادی برای ثروتمند شدن می‌کشد، اما موفق نمی‌شود.
- دوشیزه اسنورک: دوست مومین. او شاد و پرانرژی است، اما غالباً ناگهانی نظر خود را در مورد مسائل تغییر می‌دهد. او لباس‌های زیبا و جواهرات است و کمی اهل معاشقه است. او خود را دوست دختر مومین می‌داند.
- اسنافکین: بهترین دوست مومین. مسافر تنها فلسفی که دوست دارد سازدهنی بنوازد و فقط با چند چیز در سراسر جهان سرگردان باشد تا زندگی خود را پیچیده نکند. او همیشه به میل خودش می‌آید و می‌رود، بی خیال است و در دره مومین ستایشگران زیادی دارد. همچنین نشان داده شده‌است که حتی در وخیم‌ترین شرایط کاملاً نترس و آرام است و ثابت کرده که کمک بزرگی به مومین‌ترول و سایرین در هنگام خطر می‌کند.
- مایمبل، همچنین به او دختر مایمبل نیز می‌گویند: خواهر بزرگ و دوست‌داشتنی مای کوچولو و خواهر ناتنی اسنافکین. او اغلب رویاهای عاشقانه در مورد عشق زندگی خود، به ویژه پلیس‌ها، دارد.
- اسنورک: برادر دوشیزه اسنورک. او ذاتاً درونگرا و همیشه در حال اختراع وسیله‌هایی است. ساکنان دره‌ مومین اغلب از اسنورک برای حل مشکلات پیچیده و ساخت ماشین‌آلات کمک می‌خواهند. اسنورک همانند مومین‌ترول‌ها است اما با توجه به خلق و خوی خود تغییر رنگ می‌دهد.
- توتیکی: زنی خردمند و دوست خوب خانواده. او ظاهری پسرانه، با کلاه آبی و پیراهن راه راه قرمز دارد. او مستقیماً وارد عمل می‌شود تا معضلات را به روش عملی حل کند. توتیکی یکی از افرادی است که در دره مومین به خواب زمستانی نمی‌رود و در عوض زمستان را در ساختمان دنج سونا خانه مومین سپری می‌کند.
- استینکی: یک موجود کوچک پشمالو است که همیشه در خانه، جایی که گاهی زندگی می‌کند، با خانواده شوخی می‌کند. او چیزهایی که می‌شود خرج کرد را دوست دارد، به شهرت خود به عنوان یک کلاهبردار افتخار می‌کند، اما همیشه افراد متوجه او می‌شوند. او ساده است و فقط به خودش فکر می‌کند.